# Големите надежди (предаване)
Големите надежди е българско телевизионно шоу.
То се излъчва всяка сряда по Нова телевизия от 20:00 часа. За съдии в първия сезон са Любо Киров, Веселин Маринов и Дивна. Победителят ще получи – 30 000 лева премия, които родителите на детето ще могат да инвестират в развиването на таланта на детето, обучение в Академията по сценични изкуства на сър Пол Макартни в Ливърпул, както и участие в Седмия международен фестивал на изкуствата „Orpheus in Italy“.
Продуцент на „Големите надежди“ е Магърдич Халваджиян и Global Films. Първият сезон започва на 12 март 2014 година по Нова телевизия.
Победителят в първи сезон е Кристиана Асенова.

## Сезони
| Сезон | Сезон | ТВ канал | Година | Епизоди | Старт        | Финал      | Победител         | Награда |
| ----- | ----- | -------- | ------ | ------- | ------------ | ---------- | ----------------- | --- |
|       | 1     | Нова ТВ  | 2014   | 13      | 12 март 2014 | 4 юни 2014 | Кристиана Асенова | 30 000 лв., обучение в Академията по сценични изкуства в Ливърпул, участие в международния фестивал на изкуствата „Orpheus in Italy“ |

## Първи сезон (2014)
Първият сезон на „Големите надежди“ започва на 12 март 2014 г. с квалификации (осминафинали), като 60 души (10 на епизод) се борят за място на четвъртфиналите на който, обаче стигат само 30 души (5 на епизод).
На четвъртфиналите пак 10 деца на концерт, но продължават само 4 на епизод (3 от зрителите и 1 от съдиите). На полуфинал стигат само 12 деца.
На полуфинала има 6 деца на концерт, но продължават само 3 деца (2 от зрителите и 1 от съдиите), които отиват на финала.
На финала всичките деца пеят първа песен. След това с вот на публиката се избира Топ 3, които изпълняват още една песен. Линиите отново остават отворени почти докрая на шоуто, след което се обявява победителят.
Победителят в първия сезон е 14-годишната Кристиана Асенова от Търговище. Шоуто завършва на 4 юни 2014 след почти три месеца излъчване на първия сезон.